# Макуноані
Макуноані (англ. Makhunoane) — одна з місцевих громад, що розташована в районі Бута-Буте, Лесото. Населення місцевої громади у 2006 році становило 8 085 осіб.